# Oxira albipennis
Oxira albipennis är en fjärilsart som beskrevs av Butler 1889. Oxira albipennis ingår i släktet Oxira och familjen nattflyn. Inga underarter finns listade i Catalogue of Life.